# 振兴街道 (赤峰市)
振兴街道，是中华人民共和国内蒙古自治区赤峰市松山区下辖的一个乡镇级行政单位。

## 行政区划
振兴街道下辖以下地区：
北苑社区、广场社区、木兰社区、振兴社区、院校社区、小桥社区和富贵园社区。